# Ispina
Ispina (do 2012 Ispnia) – wieś w Polsce położona w województwie małopolskim, w powiecie bocheńskim, w gminie Drwinia.
| SIMC    | Nazwa       | Rodzaj    |
| ------- | ----------- | --------- |
| 1066656 | Ameryka     | część wsi |
| 1066768 | Cierniaczka | część wsi |
| 0317435 | Krzykówka   | część wsi |
| 0317441 | Wróblówka   | część wsi |
| 1066662 | Zwierzyniec | część wsi |

W latach 1975–1998 miejscowość administracyjnie należała do województwa krakowskiego. Wieś jest siedzibą leśnictwa Ispina, które podlega Nadleśnictwu Niepołomice.
Od 1 kwietnia 2022 przez Ispinę kursuje linia autobusowa A7, łącząca miejscowość z Proszowicami i stacją kolejową w Podłężu.

## Nazwa
Nazwa wsi pochodzi od pierwotnej, niezaświadczonej formy *Jьz-sъp-ina, która następnie po zaniku jerów ь, ъ przeszła w Izspina a następnie po uproszczeniu w Ispina. Forma z sufiksem -nia, tj. Ispnia, jest wtórna. Podstawą stał się tu rzeczownik pospolity isep, oznaczający 'wyspę piaskową, brzeg rzeki' i będący podstawą wielu nazw miejscowych na terenie Polski, zob Isep.
W 2012 roku nazwę wsi zmieniono oficjalnie na używaną faktycznie Ispina, z wcześniejszej Ispnia, co było podyktowane faktem, że we wszystkich dokumentach wydawanych od 1890 roku figurowała w nich nazwa Ispina. Jednocześnie formalnie zostały uznane i wprowadzone do wykazu urzędowych nazw miejscowości części wsi Ispina: Zwierzyniec oraz Ameryka, których nazwy były w powszechnym użyciu. 1 stycznia 2013 roku do wykazu tego wprowadzono także inną nazwę części wsi - Cierniaczka.

## Ochotnicza Straż Pożarna
We wsi działa Ochotnicza Straż Pożarna, dla której od lipca 2021 r. powstaje nowy budynek remizy. Pierwszy etap budowy remizy, tzn. stan surowy zamknięty miał być sfinalizowany do końca 2021 r., natomiast cała inwestycja ma być gotowa w 2022 r..

## Ludzie
- Adam Pichór (ur. 4 lutego 1878[16]) – polski nauczyciel, profesor C. K. Gimnazjum w Buczaczu, m.in. w 1912)[17]
- Stefan Broniowski (ur. 22 sierpnia 1894) – pułkownik dyplomowany Wojska Polskiego
- Ernest Leopold Kaden (ur. w 1792 w Augustusburgu, zm. 30 stycznia 1846 w Ispinie) – saski i polski inżynier górnictwa i hutnictwa, uczestnik powstania listopadowego
- Kazimierz Kaden – (ur. 5 września 1861 w Ispinie, zm. 24 sierpnia 1917 w Rabce-Zdroju) – lekarz, właściciel Rabki
- Stanisław Franciszek Frąś (ur. 5 maja 1921[18], zm. 1957 w Wielkiej Brytanii) – pilot 305 Dywizjonu Bombowego im. Ziemi Wielkopolskiej i 307 Dywizjonu Myśliwskiego Nocnego im. Lwowskich Puchaczy (sierżant), oraz Royal Air Force (RAF), zmarł na emigracji i jest pochowany na cmentarzu wojskowym w Uxbridge[19]